# گئورگ پیرومیان
گئورگ پطروسی پیرومیان (ارمنی: Գևորգ Պետրոսի Փիրումյան؛  زادهٔ ۱۹۵۲ - درگذشته ۲۳ ژوئن ۲۰۲۰) یک شیمی‌دان  اهل ارمنستان بود.

## زندگی‌نامه
در ۱۹۵۲ به دنیا آمد و از دانشگاه دولتی ایروان (۱۹۷۳) فارغ‌التحصیل شد. وی همچنین برنده دانشمند شایسته جمهوری ارمنستان (۲۰۱۱) شده است. وی در ۲۳ ژوئن ۲۰۲۰ در سن ۶۸ سالگی درگذشت.